# Nelly Benedetti
Pour les articles homonymes, voir Benedetti.
Nelly Benedetti, née Nelly Guillot le 18 décembre 1921 dans le 15e arrondissement de Paris et morte le 13 mars 2011 dans le 18e arrondissement de la même ville, est une actrice française.
Elle est surtout connue pour le rôle qu'elle a tenu dans La Peau douce (1964) de François Truffaut. Elle a par ailleurs participé à de nombreux doublages.

## Biographie

### Vie privée
Nelly Benedetti épouse le 28 mai 1949 le réalisateur Gérard Herzog. Le couple a deux enfants, Frédéric et Carine, avant de divorcer en 1961, Gérard Herzog se remariant alors avec la chanteuse Marie-Josée Neuville.
Le 31 décembre 1963, Nelly Benedetti épouse le comédien Dominique Paturel, de neuf ans son cadet, qu'elle a introduit dans le milieu du doublage en 1954.
Elle meurt le 13 mars 2011 dans le 18e arrondissement de Paris, à l'âge de 89 ans. Elle est incinérée.

## Filmographie

### Cinéma
- 1960 : Les Régates de San Francisco  de Claude Autant-Lara : Tina
- 1962 : Les Ennemis d'Édouard Molinaro: la femme de René
- 1964 : La Peau douce de François Truffaut : Franca Lachenay
- 1965 : Faites vos jeux, mesdames de Marcel Ophüls : la princesse Soledad

### Télévision
- 1960 : La caméra explore le temps, épisode Qui a tué Henri IV ? : Marguerite de Valois
- 1962 : L'inspecteur Leclerc enquête de Marcel Bluwal, épisode : Signé Santini, (série télévisée)
- 1963 : L'inspecteur Leclerc enquête (épisode La Chasse), série télévisée de Mick Roussel : Nelly
- 1973 : Les Cinq Dernières Minutes : Meurtre par intérim de Claude Loursais : Mme Tardenois
- 1973 : Au théâtre ce soir : Jean-Baptiste le mal-aimé d’André Roussin, mise en scène Louis Ducreux, réalisation Georges Folgoas, Théâtre Marigny : Thérèse
- 1976 : Les Cinq Dernières Minutes, épisode Le Collier d'épingles de Claude Loursais : Julia Perigny
- 1976 : Commissaire Moulin, épisode Ricochets : Colette
- 1976 : Ces beaux messieurs de Bois-Doré : Mercédes[Qui ?]
- 1976 : Messieurs les jurés, épisode L'Affaire Andouillé : Carole Detwiller
- 1978 : Louis XI ou la Naissance d'un roi : Marie d'Anjou
- 1981 : Cinéma 16, épisode Une fugue à Venise : Narration
- 1982 : Commissaire Moulin, épisode Une promenade en forêt : Sylvie Callot

## Théâtre
- 1943 : L'Honorable Monsieur Pepys de Georges Couturier, mise en scène André Barsacq, théâtre de l'Atelier
- 1944 : Maurin des Maures d'André Dumas, mise en scène Charles Dullin, théâtre de la Cité : Catherine
- 1947 : Borgia de Herman Closson, mise en scène Claude Sainval, Comédie des Champs-Élysées
- 1962 : Flora de Fabio Mauri et Franco Brusati, mise en scène Jules Dassin, théâtre des Variétés
- 1962 : Victor ou les Enfants au pouvoir de Roger Vitrac, mise en scène Jean Anouilh, théâtre de l'Ambigu-Comique
- 1967 : Le Silence et Le Mensonge de Nathalie Sarraute, mise en scène Jean-Louis Barrault, Odéon-Théâtre de France
- 1968 : Chicago de Sam Shepard, mise en scène Jean-Pierre Granval, Odéon-Théâtre de France
- 1968 : Drôle de baraque d’Adrienne Kennedy, mise en scène Jean-Marie Serreau, Odéon-Théâtre de France
- 1969 : Les Rivaux d'eux-mêmes d'après Carlo Goldoni, mise en scène Jacques Mauclair, Festival du Val de Loire
- 1969 : Cher Antoine ou l'Amour raté de Jean Anouilh, mise en scène Jean Anouilh, Comédie des Champs-Élysées
- 1971 : Bobosse d’André Roussin, mise en scène Dominique Paturel, théâtre de Saint-Maur-des-Fossés
- 1973 : Les Rivaux d'eux-mêmes d'après Carlo Goldoni, mise en scène Jacques Mauclair, Festival du Marais puis théâtre Hébertot
- 1974 : Le Suicidaire de Nikolaï Erdman, mise en scène Jean-Pierre Granval, théâtre Récamier
- 1974 : Le Siècle des lumières de Claude Brulé, mise en scène Jean-Laurent Cochet, théâtre du Palais-Royal

Source : Les Archives du spectacle

## Doublage
Note : Les dates inscrites en italique correspondent aux sorties initiales des films dont Nelly Benedetti a assuré le redoublage ou le doublage tardif.

### Cinéma

#### Films
- Raquel Welch dans :
  - Une fille nommée Fathom (1967) : Fathom Harvill
  - La Bande à César (1968) : Juliana
  - Bandolero ! (1968) : Maria Stoner
  - La Femme en ciment (1968) : Kit Forrest
  - Les Cent Fusils (1969) : Sarita
  - Tueur de filles (1969) : Michele
  - Barbe-Bleue (1972) : Magdalena
  - Les Invitations dangereuses (1973) : Alice
  - Les Trois Mousquetaires (1973) : Constance Bonacieux
  - On l'appelait Milady (1974) : Constance Bonacieux

- Elizabeth Taylor dans :
  - La Dernière Fois que j'ai vu Paris (1954) : Helen Ellswirth / Wills
  - La Piste des éléphants (1954) : Ruth (Rita) Wiley
  - Géant (1956) : Leslie Lynnton Benedict
  - La Vénus au vison (1960) : Gloria Wandrous
  - Hôtel international (1963) : Frances Andros
  - Le Chevalier des sables (1965) : Laura Reynolds
  - Les Comédiens (1967) : Martha Pineda

- Cyd Charisse dans :
  - Au pays de la peur (1952) : Agidomo
  -  Tous en scène (1953) : Gabrielle Gerard
  - Viva Las Vegas (1956) : Maria Corvier
  - La Belle de Moscou (1957) : Ninotchka Yoschenko
  - Traquenard (1958) : Vicky Gaye

- Angie Dickinson dans :
  - Le Vengeur (1957) : Priscilla King
  - Rio Bravo (1959) : Feathers
  - L'Inconnu de Las Vegas (1960) : Beatrice Ocean
  - Le Combat du capitaine Newman (1963) : Lt. Francie Corum
  - Gare à la peinture (1965) : Laurie Gibson

- Eva Marie Saint dans :
  - La Mort aux trousses (1959) : Eve Kendall
  - Exodus (1960) : Kitty Fremont
  - L'Ange de la violence (1962) : Echo O'Brien
  - 36 heures avant le débarquement (1965) : Anna Hedler
  - Les Russes arrivent (1966) : Elspeth Whittaker

- Janet Leigh dans :
  - Scaramouche (1952) : Aline de Gavrillac de Bourbon
  - Houdini le grand magicien (1953) : Bess Houdini
  - Le Chevalier du roi (1954) : Lady Anne

- Anne Bancroft dans :
  - Le Trésor du Guatemala (1953) : la comtesse Marie de Saint-Malo
  - Les Gladiateurs (1954) : Paula
  - La Charge des tuniques bleues (1955) : Corinna Marston

- Vera Miles dans :
  - Le Faux Coupable (1956) : Rosa Balestrero
  - À vingt-trois pas du mystère (1956) : Jean Lennox
  - Psychose 2 (1983) : Lila Crane-Loomis

- Susan Ball dans :
  - À l'assaut du Fort Clark (1953) : Avis
  - La Cité sous la mer (1953) : Venita

- Ann Blyth dans :
  - La Perle noire (1953) : Priscilla Holt
  - Le Voleur du Roi (1955) : Lady Mary

- Jean Simmons dans :
  - Désirée (1954) : Désirée Clary
  - L'Égyptien (1954) : Mérit

- Shirley MacLaine dans :
  - Artistes et Modèles (1955) : Bessie Sparrowbush
  - Mais qui a tué Harry ? (1956) : Jennifer Rogers

- Rosanna Schiaffino dans :
  - Roland, prince vaillant (1956) : Angélique
  - Arrivederci baby (1966) : Francesca

- Linda Cristal dans :
  - Duel dans la Sierra (1958) : Maria O'Reilly
  - Les Deux Cavaliers (1961) : Elena de la Madriaga

- Barbara Steele dans :
  - Le Masque du démon (1960) : Katia Vajda / la princesse Asa Vajda
  - Un ange pour Satan (1966) : Harriet de Montebruno / Belinda

- Sylva Koscina dans :
  - Le Masque de fer (1962) : Marion
  - Évasion sur commande (1968) : la Comtesse de Montefiore

- Diane Baker dans :
  - Pas de printemps pour Marnie (1964) : Lil Mainwaring
  - Mirage (1965) : Shela

- Daliah Lavi dans :
  - Cyrano et d'Artagnan (1964) : Marion de l'Orme
  - Du suif dans l'Orient-Express (1965)  : Irina Badoni

- Luciana Paluzzi dans :
  - Chuka le redoutable (1967) : Señora Veronica Kleitz
  - Minuit sur le grand canal (1967) : Giulia Almeranti

- Lee Bryant dans :
  - Y a-t-il un pilote dans l'avion ? (1980) : Mrs Hammen
  - Y a-t-il enfin un pilote dans l'avion ? (1982) : Mrs Hammen

Mais aussi :
- 1939[4] : Autant en emporte le vent : Mélanie Hamilton (Olivia de Havilland)
- 1949 : Chaînes conjugales : Deborah Bishop (Jeanne Crain)
- 1950 : Panique dans la rue : Nancy Reed (Barbara Bel Geddes)
- 1951 : Un si doux visage : Mary Wilton (Mona Freeman)
- 1951 : Othello : Desdémone (Suzanne Cloutier)
- 1952 : Le train sifflera trois fois : Amy Fowler Kane (Grace Kelly)
- 1952 : La Peur du scalp : Helen Dowling (Janis Carter)
- 1952 : Les Ensorcelés : Rosemary Bartlow (Gloria Grahame)
- 1952 : Le Proscrit : la princesse Teresa de Caruna (Jody Lawrence)
- 1952 : Les Boucaniers de la Jamaïque : la comtesse Margarita La Raguna (Suzan Ball)
- 1953 : La Lune était bleue : Cynthia Slater (Dawn Addams)
- 1954 : Écrit dans le ciel : Mlle Spalding (Doe Avedon)
- 1954 : Les Sept Femmes de Barbe-Rousse : Liza (Virginia Gibson)
- 1954 : La Lance brisée : Barbara (Jean Peters)
- 1954 : Le Roi des îles : Dalabo aki Dali (Joan Rice)
- 1954 : Le Tigre de Malaisie : Ada (Fiora Maxwell)
- 1954 : La Fontaine des amours : Miss Frances (Dorothy McGuire)
- 1955 : Les Forbans : Helen Chester (Barbara Britton)
- 1955 : Marty : Virginia / Ginny (Karen Steele)
- 1955 : Dix hommes à abattre : Corinne Michaels (Jocelyn Brando)
- 1955 : L'Homme au fusil : Nellie Bain (Jan Sterling)
- 1955 : Condamné au silence : Margaret (Elizabeth Montgomery)
- 1955 : Le Cri de la victoire : Mrs. Pat Rogers (Nancy Olson)
- 1956 : Alexandre le Grand : Eurydice (Marisa de Lesa)
- 1956 : Hélène de Troie : Hélène (Rossana Podestà)
- 1956 : La Vie passionnée de Vincent van Gogh : Johanna (Toni Gerry)
- 1956 : Sous le signe de la croix : Esther (Ana Luisa Peluffo)
- 1957 : Le Prince et la Danseuse : Lady Lucy Sunningdale (Maxine Audley)
- 1957 : Une île au soleil : Jocelyn Fleury (Joan Collins)
- 1957 : Sayonara : Hana-Ogi (Miiko Taka)
- 1957 : La Chevauchée du retour : Elena (Lita Milan)
- 1958 : La Forêt interdite : Naomi Nathanson (Chana Eden)
- 1958 : De la Terre à la Lune : Virginia Nicholl (Debra Paget)
- 1959 : Hannibal : Sylvia (Rita Gam)
- 1959 : Le Bourreau du Nevada : Selah Jennison (Tina Louise)
- 1959 : La Colline des potences : Elizabeth Mahler (Maria Schell)
- 1959 : Le Géant du Grand Nord : Wahleeah (Andra Martin)
- 1959 : Le Maître de forges : Sophie de Préfond (Susana Campos)
- 1960 : Les Combattants de la nuit : Neeve Donnelly (Anne Heywood)
- 1960 : Le Moulin des supplices : Elfie Wahl (Scilla Gabel)
- 1961 : Samson contre Hercule : Mila (Irene Prosen)
- 1962 : Un crime dans la tête : Mrs. Melvin (Mimi Dillard)
- 1962 : La Chevauchée des Outlaws : Franchea (Paquita Rico)
- 1963 : Les Gladiatrices : Yamad (Maria Fiore)
- 1963 : Shéhérazade : Jemila (Maria Calvi)
- 1963 : Le Grand Duc et l'Héritière : Janine (Ulla Jacobsson)
- 1963 : La Poupée diabolique : Marianne Horn (Yvonne Romain)
- 1964 : Hercule contre les mercenaires : Propuza (Lydia Alfonsi)
- 1964 : Maciste et les Filles de la vallée : Farida (Hélène Chanel)
- 1965 : L'Espion qui venait du froid : Nan Perry (Claire Bloom)
- 1965 : Ipcress, danger immédiat : Jean Courtney (Sue Lloyd)
- 1965 : Fureur sur le Bosphore : Dolores Lopez (Mikaela)
- 1965 : Ces messieurs dames : [Qui ?]
- 1966 : Grand Prix : Pat Stoddard (Jessica Walter)
- 1967 : Casino Royale : Vesper Lynd (Ursula Andress)
- 1967 : Ringo au pistolet d'or : Jane Norton (Giulia Rubini)
- 1967 : Les Trois Fantastiques Supermen : Astrid (Sabine Sun)
- 1970 : Catch 22 : Duckett (Paula Prentiss)
- 1970 : Un beau salaud : Prudence Frost (Lois Nettleton)
- 1971 : Les Proies : Martha Farnsworth (Geraldine Page)
- 1971 : Priez les morts, tuez les vivants : Eleanor (Victoria Zinny)
- 1971 : Femmes de médecins : Lorrie Dellman (Dyan Cannon)
- 1972 : Ludwig ou le Crépuscule des dieux : la reine Marie de Prusse (Izabela Telezynska)
- 1973 : Te Deum : Betty Brown (Francesca Romana Coluzzi)
- 1979 : Le Christ s'est arrêté à Eboli : [Qui ?]

#### Animation
- 1989 : Le Triomphe de Babar : la Vieille Dame

### Télévision

#### Séries télévisées
- 1960-1962 : Destination Danger : divers personnages
- 1971-1972 : Amicalement vôtre : divers personnages
- 1973 : Columbo : Viveca Scott (Vera Miles) épisode Adorable mais dangereuse
- 1977-1981 : Huit, ça suffit ! : Tante Vivian (Janis Paige)
- 1977-1986 : La Croisière s'amuse : divers personnages
- 1978-1991 : Dallas : Rebecca Barnes Wentworth (Priscilla Pointer)
- 1983 : Les oiseaux se cachent pour mourir : Fiona Cleary (Jean Simmons)
- 1983-1986 : Hôtel : Gwen Andrews / Dr Hannah Fielding (Hope Lange)

#### Séries d’animation
- 1985-1987 : La Famille Ours : Maman Ours